# Таарамяэ, Рейн
Рейн Таарамяэ (эст. Rein Taaramäe; род. 24 апреля 1987, Тарту) — эстонский профессиональный шоссейный велогонщик, семь лет выступавший за команду «Cofidis, le Crédit Par Téléphone». В 2015 году — в рядах Astana Pro Team, а с 2016 по 2017 год — в Katusha–Alpecin. Многократный чемпион Эстонии. C 2021 года выступает за команду Intermarché-Wanty.

## Карьера
Таарамяэ стал профессионалом в 2008 году, подписав контракт с Cofidis. В первом сезоне он выиграл два этапа Гран-при Португалии и этап Тур де л'Авенир. На летних Олимпийских игр 2008 Рейн проехал групповую гонку и гонку на время
В 2009 году он занял третье место на Туре Романдии и восьме на Туре Швейцарии. Таармае выиграл обе гонки на национальном чемпионате. Также он выиграл Тур де л'Авенир, после победы на последнем горном этапе - Col du Grand Colombier. В 2010 году он занял седьмое место на Париж — Ницца и третье место на Вуэльте Каталонии. В 2011 финишировал 11-м в общем зачете Тур де Франс. На 14 этапе Вуэльты Испании Рейн победил на тяжёлом горном этапе, одержав свою первую победу на Гранд-турах.
Уже в рядах Astana Pro Team в феврале 2015 года выиграл в генерале однодневную Вуэльту Мурсии, затем в августе подряд Вуэльту Бургоса и Арктическую гонку Норвегии.

## Победы
2006
 Чемпионат Эстонии — индивидуальная гонка U19
Гран-при Плуэ U19
2007
4-й этап Круг Арденн
 Чемпионат Европы — индивидуальная гонка U23
2-й на Чемпионат Эстонии — индивидуальная гонка
2008
2-й и 3-й этап Гран-при Португалии
6-й этап Тур де л'Авенир
2009
 Чемпионат Эстонии — групповая гонка
 Чемпионат Эстонии — индивидуальная гонка
Тур Эна
Генеральная классификация
5-й этап
Горная классификация Тур Страны Басков
3-й на Тур Романдии
8-й на Тур Швейцарии
2010
3-й на Вуэльта Каталонии
7-й на Париж — Ницца
2011
 Чемпионат Эстонии — индивидуальная гонка
14-й этап Вуэльта Испании
Критериум Интернасиональ
3-й в Генеральной классификации
Молодёжная классификация
Париж — Ницца
4-й в Генеральной классификации
Молодёжная классификация
2012
 Чемпионат Эстонии — индивидуальная гонка
2-й на Вуэльта Андалусии
2013
 Чемпионат Эстонии — групповая гонка
2015
Вуэльта Мурсии
Вуэльта Бургоса
Арктическая гонка Норвегии
2016
Тур Словении
Генеральная классификация
2-й этап
20-й этап Джиро д’Италия
2019
 Чемпионат Эстонии — индивидуальная гонка
2021
 Чемпионат Эстонии — индивидуальная гонка
3-й этап Вуэльта Испании
2022
 Чемпионат Эстонии — индивидуальная гонка
2023
 Чемпионат Эстонии — индивидуальная гонка

## Рейтинги
| Год                   | 2006  | 2007  | 2008 | 2009 | 2010  | 2011  | 2012 | 2013  | 2014 | 2015  | 2016  | 2017  | 2018  | 2019  | 2020   | 2021  | 2022  | 2023  |
| --------------------- | ----- | ----- | ---- | ---- | ----- | ----- | ---- | ----- | ---- | ----- | ----- | ----- | ----- | ----- | ------ | ----- | ----- | ----- |
| Мировой календарь UCI |       |       |      | 49-й | 45-й  |       |      |       |      |       |       |       |       |       |        |       |       |       |
| Мировой тур UCI       |       |       |      |      |       |       |      |       |      | 201-й | 135-й | 232-й | -     |       |        |       |       |       |
| Мировой рейтинг UCI   |       |       |      |      |       |       |      |       |      |       | 223-й | 521-й | 142-й | 212-й | 1510-й | 187-й | 368-й | 376-й |
| Европейский тур UCI   | 968-й | 310-й |      |      | 369-й | 100-й | 65-й | 179-й | 21-й |       | 258-й | 506-й | 57-й  | 178-й | 1127-й | 159-й | 295-й | -     |
| Азиатский тур UCI     | -     | -     |      |      | -     | -     | -    | -     | -    |       | -     | 433-й | 498-й |       |        |       |       |       |
| Океанский тур UCI     | -     | -     |      |      | -     | -     | -    | -     | -    |       | 107-й | -     | -     |       |        |       |       |       |
|                       |       |       |      |      |       |       |      |       |      |       |       |       |       |       |        |       |       |       |
| Источник: UCI         |       |       |      |      |       |       |      |       |      |       |       |       |       |       |        |       |       |       |